# HALT/HASS - accelereret test
HALT og HASS er betegnelserne for en vifte af teknikker, som anvendes til at stimulere og accelerere fejlmekanismer i elektriske, elektroniske og mekaniske konstruktioner.
HALT og HASS er prøvningsværktøjer, der kan anvendes som del af arbejde med pålidelighed af apparater.